# 第56回世界卓球選手権個人戦
第56回世界卓球選手権個人戦（英: 2021 World Table Tennis Championships）は、2021年11月23日から11月29日までアメリカ合衆国・ヒューストンで開催された世界卓球選手権である。

## 概要
開催地は2019年のITTF総会で決定。2021年4月、国際卓球連盟は、新型コロナウイルスの影響で日程が再検討されていた2021年大会につき、11月23日から29日でアメリカ・ヒューストン開催として決定した。なお、2020年大会（団体戦・釜山大会）は、新型コロナウイルスの影響で複数回延期の後、中止になった。
また今大会より、ダブルス種目の試合形式が4ゲーム先取の7ゲーム制から3ゲーム先取の5ゲーム制に変更となる。
またピンポン外交50周年の節目ということもあり中国とアメリカによる混合ダブルスの国際ペアのエントリーの変更が行われた。

## 大会日程
時間は中部標準時（UTC–6）
|  | 本戦 |
|  | 決勝 |

| 種目           | 11月23日 | 11月24日 | 11月25日 | 11月26日 | 11月27日 | 11月28日 | 11月29日 |
| -------------- | -------- | -------- | -------- | -------- | -------- | -------- | -------- |
| 男子シングルス | R1       | R2       | R3       | R4       | QF       | SF       | F        |
| 女子シングルス | R1       | R2       | R3       | R4       | QF       | SF       | F        |
| 男子ダブルス   |          | R1       | R2       | R3       | QF       | SF       | F        |
| 女子ダブルス   |          | R1       | R2       | R3       | QF       | SF       | F        |
| 混合ダブルス   | R1       |          | R2       | R3       | QF       | SF, F    |          |

## メダル獲得者

### イベント
| 種目           | 金                                            | 銀                     | 銅                      |
| -------------- | --------------------------------------------- | ---------------------- | ----------------------- |
| 男子シングルス | 樊振東                                        | トルルス・モーレゴード | 梁靖崑                  |
| 男子シングルス | 樊振東                                        | トルルス・モーレゴード | ティモ・ボル            |
| 女子シングルス | 王曼昱                                        | 孫穎莎                 | 陳夢                    |
| 女子シングルス | 王曼昱                                        | 孫穎莎                 | 王艺迪                  |
| 男子ダブルス   | クリスチャン・カールソン マティアス・ファルク | 林鐘勳 張禹珍          | 梁靖崑 林高遠           |
| 男子ダブルス   | クリスチャン・カールソン マティアス・ファルク | 林鐘勳 張禹珍          | 宇田幸矢 戸上隼輔       |
| 女子ダブルス   | 孫穎莎 王曼昱                                 | 伊藤美誠 早田ひな      | 陳夢 銭天一             |
| 女子ダブルス   | 孫穎莎 王曼昱                                 | 伊藤美誠 早田ひな      | 倪夏蓮 デヌッテ・サラウ |
| 混合ダブルス   | 王楚欽 孫穎莎                                 | 張本智和 早田ひな      | 林昀儒 鄭怡静           |
| 混合ダブルス   | 王楚欽 孫穎莎                                 | 張本智和 早田ひな      | 林高遠 チャン・リリー   |

### メダルテーブル
*   開催国/地域 (アメリカ合衆国)
| 順位              | 国/地域                    | 金 | 銀 | 銅  | 計   |
| ----------------- | -------------------------- | -- | -- | --- | ---- |
| 1                 | 中華人民共和国 (CHN)       | 4  | 1  | 5.5 | 10.5 |
| 2                 | スウェーデン (SWE)         | 1  | 1  | 0   | 2    |
| 3                 | 日本 (JPN)                 | 0  | 2  | 1   | 3    |
| 4                 | 韓国 (KOR)                 | 0  | 1  | 0   | 1    |
| 5                 | チャイニーズタイペイ (TPE) | 0  | 0  | 1   | 1    |
| 5                 | ドイツ (GER)               | 0  | 0  | 1   | 1    |
| 5                 | ルクセンブルク (LUX)       | 0  | 0  | 1   | 1    |
| 8                 | アメリカ合衆国 (USA)*      | 0  | 0  | 0.5 | 0.5  |
| 計 (国/地域数: 8) | 計 (国/地域数: 8)          | 5  | 5  | 10  | 20   |

## 日本代表
男子選手は張本智和（4位）、丹羽孝希（17位）、宇田幸矢（36位）、森薗政崇（47位）、戸上隼輔（105位）。
女子選手は伊藤美誠（2位）、石川佳純（9位）、平野美宇（10位）、早田ひな（25位）、芝田沙季（38位）。
ただし、（）内は2021年6月（第24週）発表のワールドランキング。

### 種目別代表
- 男子シングルス（5名）張本智和、丹羽孝希、宇田幸矢、森薗政崇、戸上隼輔
- 女子シングルス（5名）伊藤美誠、石川佳純、平野美宇、早田ひな、芝田沙季
- 男子ダブルス（2組）張本智和/森薗政崇、宇田幸矢/戸上隼輔
- 女子ダブルス（2組）伊藤美誠/早田ひな、石川佳純/平野美宇
- 混合ダブルス（2組）張本智和/早田ひな、宇田幸矢/芝田沙季

### 男子シングルス
- 張本智和 - 2回戦敗退
- 丹羽孝希 - 2回戦敗退
- 宇田幸矢 - 1回戦敗退
- 森薗政崇 - 2回戦敗退
- 戸上隼輔 - 3回戦敗退

### 女子シングルス
- 伊藤美誠 - 準々決勝敗退
- 石川佳純 - 準々決勝敗退
- 平野美宇 - 4回戦敗退
- 早田ひな - 4回戦敗退
- 芝田沙季 - 3回戦敗退

### 男子ダブルス
- 張本智和/森薗政崇 - 3回戦敗退
- 宇田幸矢/戸上隼輔 - 準決勝敗退（銅メダル）

### 女子ダブルス
- 伊藤美誠/早田ひな - 準優勝（銀メダル）
- 石川佳純/平野美宇 - 準々決勝敗退

### 混合ダブルス
- 張本智和/早田ひな - 準優勝（銀メダル）
- 宇田幸矢/芝田沙季 - 2回戦敗退